# 루돌프 마틴
루돌프 마틴(독일어: Rudolf Martin 루돌프 마르틴[*], 1967년 7월 31일 ~ )은 독일의 배우이다. 서베를린에서 태어났다.

## 출연 작품
- 벨라 키스 (2013년) - 벨라 키스 역
- 스탠드-인 (2011년) - 쟌 드 그루트 역
- 피그 (2011년)
- 레이븐 (2009년) - 라자르 역
- 하이에나 (2009년)
- 라스트 엑시트 (2008년)
- Hoboken Hollow (2005)
- 리버스 엔드 (2005년)
- 라우트로스 (2004년)
- 스워드피쉬 (2001년) - 엑셀 토발즈 역
- 펑크스 (2000년)
- 다크 프린스 (2000년)
- 일곱가지 유혹 (2000년)
- 하이 아트 (1998년) - 디에터 역

### 텔레비전
- CSI 라스베가스 시즌1 (2000년) - 카메론 카인펠드 역
- 멘탈리스트 4 (2011년) - 브록 역
- 덱스터 시즌1 (2006년)
- NCIS 시즌3 (2005년) - 아리 하스와리 역